# Gioco del sacco pieno e sacco vuoto
Il gioco del sacco pieno e sacco vuoto è un gioco praticato nelle scuole primarie (anche dell'infanzia) durante le ore di attività motoria, infatti è un gioco-sport. Per quanto semplice questo gioco è coinvolgente e divertente in quanto si basa sulla prontezza dei riflessi da parte dei partecipanti.

## Regole del gioco
All'inizio tutti i partecipanti si dispongono in fila, davanti all'istruttore che impartirà tre tipi di comandi (descritti in seguito) in ordine variabile, ed i partecipanti devono riuscire a seguirli in un crescendo di velocità, chi sbaglia sarà squalificato (se visto da qualcuno o autodicente, difficile comunque che non venga visto ma un piccolo errore potrebbe sfuggire) fino a quando non ne rimarrà uno solo: il vincitore. I tre comandi sono: sacco pieno in cui bisogna stare in piedi, sacco vuoto in cui bisogna abbassarsi completamente (scendere piegando le ginocchia, come per prepararsi ad un balzo verso l'alto) e sacco mezzo (o mezzo sacco) in cui bisogna abbassarsi solo un po' quindi stare a metà tra sacco pieno e sacco vuoto. Si intuisce quindi che per sacco si intende la persona stessa che deve svuotarsi (abbassandosi) e riempirsi (alzandosi) proprio come un sacco. Può sembrare molto facile ma, a parte il crescendo di velocità, si possono catalogare altri fattori (tre fondamentalmente, uno è in realtà una variante) che capovolgono quest'idea:

## Fattori di deconcentrazione
- Durante lo svolgimento del gioco si tende per forza di cose a deconcentrarsi gradualmente, ossia si riduce il livello di attenzione, cosa che influisce ulteriormente sugli altri fattori. Ecco alcuni motivi che determinano la deconcentrazione: abbassandosi e alzandosi ritmicamente per parecchio tempo si determina un certo sforzo a cosce e polpacci (ecco perché gioco-sport) che crea deconcentrazione per la fatica; si può essere distratti da qualcuno o qualcosa nel gioco, per esempio: essere divertiti da errori buffi di altri partecipanti, essere chiamati all'attenzione da un evento imprevisto ecc.

- Quello che noi sentiamo sono fondamentalmente le parole dell'istruttore le quali sono volutamente ingannevoli (dipende dalla sua bravura: tono della voce, stacchi fra le parole ecc.) perché può dare per esempio un comando velocemente dopo una serie di comandi a velocità più sostenuta confondendo le idee; questo è poco se si pensa che una tecnica formidabile (per squalificare in massa) è quella di dare due o più volte lo stesso comando quando meno ce lo si aspetta es. se si è in posizione sacco pieno e verrà impartito di nuovo il comando "sacco pieno" molti si abbasseranno in quanto non si aspettano di dover stare fermi (è raro che non si reagisca nemmeno minimamente).

- Si è già parlato di alcune distrazioni visive ma occorre ripetere e rimarcare la loro centralità inserendo qui una variante del gioco che, se messa in pratica, determina un forte fattore di difficoltà. La variante è: l'istruttore non si limita più a dare il comando oralmente ma esegue anche lui il movimento che comanda, o meglio, ne esegue un altro per indurre in errore, ma ciò che c'è da fare è quello che lui dice e non quello che fa (la sua bravura nell'alternare movimenti giusti a quelli fittizi sarà la vera difficoltà). Bisogna precisare che se si pensa di evitare l'errore voltando lo sguardo ci si sbaglia, in quanto si tende a guardare l'istruttore e comunque si sarà sollecitati da quest'ultimo a farlo.

Questa variante è indubbiamente la più coinvolgente, comunque il gioco del sacco pieno e sacco vuoto è molto divertente ed anche ginnico, quello che conta poi sono la bravura dell'istruttore e la prontezza dei riflessi.